# مدون فيديو
مدون الفيديو هو مصطلح يطلق على الشخص الذي ينتج مقاطع فيديو منذ منتصف العقد الأول من القرن الحالي ويجعلها متاحة للمستخدمين الآخرين عبر بوابات الفيديو في شكل مقاطع فيديو على الويب.

## الأصل والمعنى
من خلال إنشاء قنوات علي منصات الفيديو مثل يوتيوب، تمكن عدد كبير من الأشخاص من إتاحة مقاطع الفيديو لعامة الناس. بينما تم نشر مقاطع الفيديو ذات المحتوى البسيط في البداية، تم إنتاج مقاطع فيديو معقدة بشكل متزايد حتى الأفلام والمسلسلات في وقت لاحق. أدت إمكانية كسب القنوات الفردية للمال من خلال الإعلانات (تحقيق الدخل من خلال المشاهدات) إلى زيادة احترافية إنشاء المحتوى.بالإضافة إلى الدخل الإعلاني من المنصات، فإن العديد من منتجي الفيديو على الويب يكسبون أيضًا من خلال الترويج، ووضع المنتجات، والتبرعات، وبرامج المشاركة التسويقية، وبرامج التمويل.